# Andrea Gallo
Don Andrea Gallo, né à Campo Ligure le 18 juillet 1928 et mort à Gênes le 22 mai 2013, est un prêtre et partisan italien, de foi catholique et proche des idéaux communistes, anarcho-chrétiens et pacifistes, prêtre de rue fondateur et animateur de la Comunità di San Benedetto au port de Gênes.

## Biographie

### Jeunesse
En 1944, alors étudiant de l'Institut technique nautique, il suit son frère Dino qui commande une formation partisane. Il prend le nom de bataille de « Nan », diminutif de Nasan qui en ligure signifie « nasone » (gros nez), un sobriquet dont il avait été affublé à l'école en raison de son nez proéminent.
Attiré depuis l'enfance par la spiritualité des salésiens de Giovanni Bosco, il entre en 1948 dans leur noviciat de Varazze poursuivant ensuite son lycée à Rome, et dans une université pontificale philosophique. En 1953 il demande à partir pour les missions, et il est mandaté au Brésil, à São Paulo, où il accomplit ses études théologiques. Le gouvernement de Getúlio Vargas le contraint pourtant, dans un climat pour lui insupportable, à retourner en Italie. En 1954 la tension atteint son maximum dans le pays. Il continue donc ses études à Ivrée et est ordonné prêtre le 1er juillet 1959 dans l'Église Don Bosco di GE-Sampierdarena.
Un an après, il est envoyé en tant que chapelain à la nave-scuola Garaventa, une maison de correction pour mineurs. Il cherche à introduire une approche pédagogique différente, pour substituer aux méthodes uniquement répressives une pédagogie de la confiance et de la liberté. Les jeunes avaient de l'intérêt pour ce prêtre qui leur permettait de sortir, d'aller au cinéma et de vivre des moments communs d'autogestion, loin du concept construit jusqu'alors, celui de l'expiation et du châtiment.
Après trois ans, il est muté à un autre poste, selon lui sans explication, et en 1964 il décide de quitter la congrégation des salésiens, demandant d'être incardiné dans l'Archidiocèse de Gênes car « la congrégation des salésiens s'était institutionnalisée et l'empêchait de vivre pleinement sa vocation sacerdotale ». Une fois l'incardination obtenue, le cardinal Giuseppe Siri, Archevêque de Gênes, l'envoie à Capraia Isola, sous la juridiction du chef-lieu ligure (partie du diocèse de Livourne depuis 1977), en tant qu'aumônier de prison,,.

Deux mois plus tard, il est nommé vice-curé à la l'église de Nostra Signora del Carmine, à Gênes, où il reste jusqu'en 1970, année au cours de laquelle le cardinal Siri le transfère de nouveau à Capraia Isola. 
« Mes évangiles ne sont pas quatre... Nous suivons depuis des années et des années l'évangile selon Fabrizio De André, c'est-à-dire une marche dans une direction obstinée et contraire. Et nous pouvons le confirmer, le constater : des diamants ne naît rien, du fumier s'épanouissent les fleurs. » (Don Andrea Gallo, interview sur Rai Tre)

### Allié LGBT
Don Andrea Gallo est apprécié au sein de la communauté LGBT pour son attitude conciliante et inclusive. Il est l'une des premières personnalités de la vie publique italienne à se déclarer en faveur de l'égalité du mariage. Il défend les droits des minorités sexuelles tout au long de sa vie.

En juin 2009, il participe à la Gay Pride de Gênes et exprime sa préoccupation face à l'incertitude actuelle de l'Église catholique à l'égard des homosexuels. Lors de cet événement, le prêtre déclare : 
« Je suis présent ici pour partager ce moment de bonheur avec ces jeunes hommes et femmes. Célébrer l'amour ne signifie pas s'opposer à qui que ce soit, bien au contraire. Ces personnes cherchent simplement à échapper à l'isolement causé par l'homophobie. Chaque jour, nous apprenons l'assassinat ou la maltraitance d'homosexuels. Ils luttent tout simplement pour leurs droits. »
Sa tolérance à l'égard des minorités sexuelles se manifeste également lorsqu'il participe à des réunions organisées par l'association LGBT Noi Naturalmente. Lors de ces événements, il déclare au public que l'homosexualité est, selon lui, « un don de Dieu ». Il souligne également l'importance de reconnaître les droits des personnes LGBT en affirmant que « il ne peut y avoir de véritable démocratie si les droits de tous ne sont pas reconnus ».

### Décès
Andrea Gallo est décédé à Gênes le 22 mai 2013 à l'âge de 84 ans. Son décès a été annoncé par Domenico Chionetti, porte-parole de la Communauté de San Benedetto al Porto.